# Gustav Zickwolff
Gustav Zickwolff (auch Zickwolf) (* 20. September 1799 in Frankfurt am Main; † 27. November 1860 ebenda) war ein deutscher Kaufmann und Abgeordneter.

## Leben
Zickwolff lebte als Metallwarenhändler in Frankfurt am Main. Die Firma Gebr. Zickwolff handelte mit Messing und steyerischen Stahl- und Eisenwaren. Von 1830 bis 1837 war er Mitglied der Frankfurter Handelskammer.
1847 heiratete er Johanna Maria Jacobaea Varrentrapp (* 1810 in Frankfurt am Main; † 22. Juli 1890 ebenda), die Tochter des Stadtphysicus Conrad Varrentrapp.
Von 1844 bis 1845 und 1848 war er Mitglied im Gesetzgebenden Körper der Freien Stadt Frankfurt.